# ダブリン市長
ダブリン市長（ダブリンしちょう、愛: Ardmhéara Bhaile Átha Cliath、英: Lord Mayor of Dublin）は、アイルランドのダブリン市の地方自治体であるダブリン市議会の議長の名誉称号。現職は朱頌霏（ヘイゼル・チュー）。就任者は、毎年、審議会のメンバーによって選出される。

## 背景
1229年6月、ヘンリー3世によってダブリン市長（愛: Méara Bhaile Átha Cliath、英: Mayor of Dublin）職が創設された。市長職は、チャールズ2世によって1665年にロードメイヤー（愛: Ardmhéara Bhaile Átha Cliath、英: Lord Mayor of Dublin）に昇格し、ライト・オナラブルの敬称が使用されるようになった。日本語では、引き続き市長として知られている。市長は職務上アイルランド枢密院の枢密顧問官を兼任し、ライト・オナラブルの敬称を使用する権利を与えられていた。アイルランド枢密院は1922年に事実上廃止されたが、1840年地方自治体(アイルランド)法により、市長は引き続き「ライト・オナラブル（The Right Honourable）」と呼ばれる権利を与えられていた。2001年地方自治法で1840年法が廃止され、ライト・オナラブルの称号も削除された。

## 任務

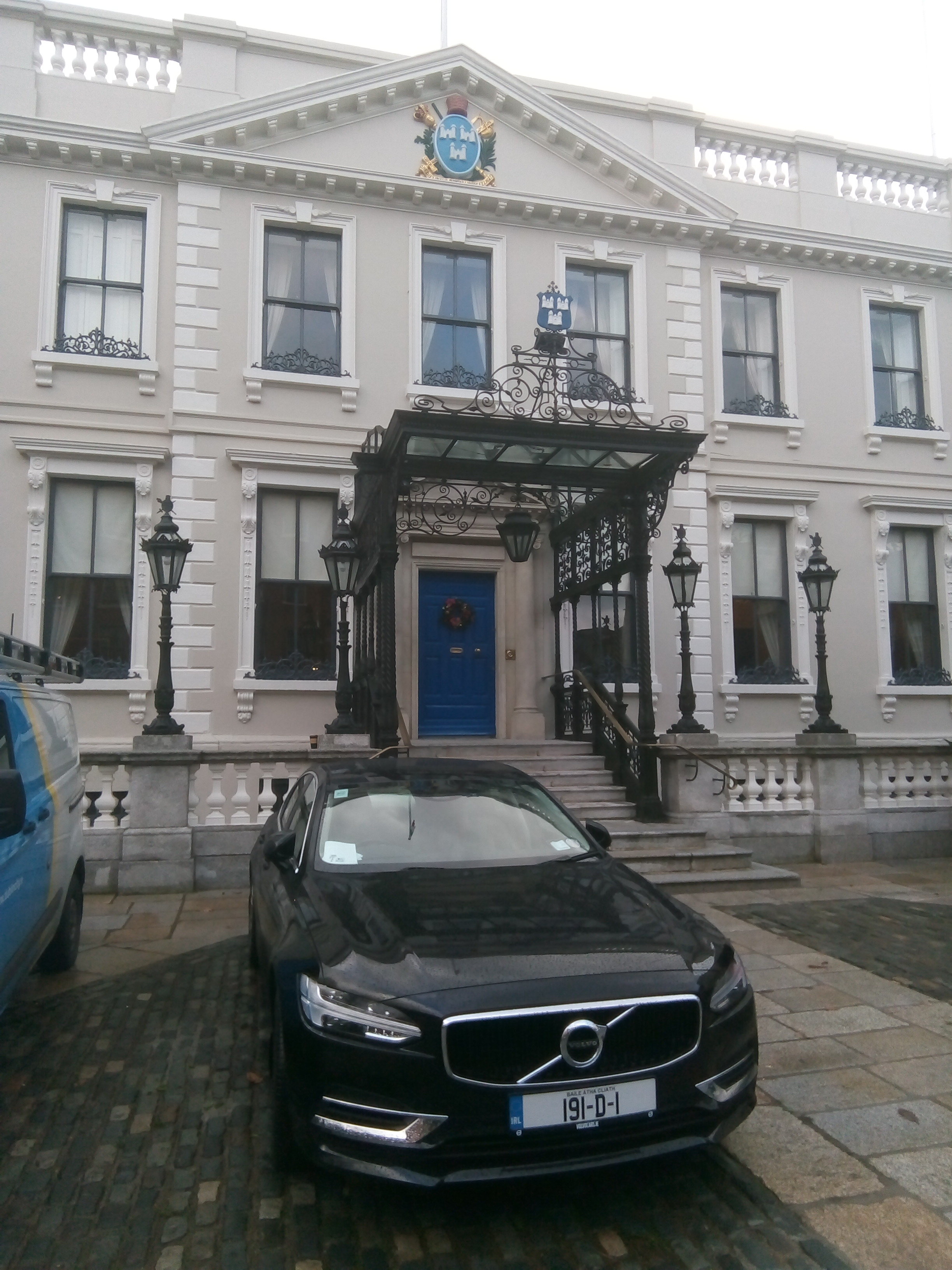
マンションハウス前にある市長公用車ボルボ・S90 T8ハイブリッド。ナンバープレートの「191-D-1」は2019年にダブリン県で最初に登録されたことを意味する。

市長は主に象徴的なもので、市議会の議長を務め、公共のイベントで市を代表する役割を担っている。行政権は一部が留保され、市議会全体で行使されるが、それ以外はチーフ・エグゼクティブと呼ばれる公共任命サービス（旧地方任命委員会）によって任命された議会職員によって行使される。
市長はドーソン・ストリートにある18世紀建立のマンションハウスに在住している。
市長の特権として、ダブリンの毎年新年度の最初の自動車登録番号を受け取ることができる。2018年からは、ダブリン・サイクリング・キャンペーンにより、各新市長に公式自転車が贈呈されるようになった。